# Hey, Baby, What's Wrong
"Hey, Baby, What's Wrong" é o sexto e sétimo episódio da sexta temporada da série de televisão norte-americana de comédia de situação 30 Rock, e o centésimo nono e centésimo décimo da série em geral. Teve o seu enredo escrito por Kay Cannon, ex-editora de guião, e foi realizado por Michael Engler. A sua transmissão nos Estados Unidos ocorreu na noite de 9 de Fevereiro de 2012 através da rede de televisão National Broadcasting Company (NBC). Dentre os artistas convidados para o episódio, estão inclusos James Marsden, Mary Steenburgen, Kristen Schaal, Dean Winters, Chris Parnell, Tituss Burgess, Jeff Richmond e Erik Jensen. O actor Billy Bush interpretou uma versão fictícia de si próprio.
No episódio, a febre do dia de São Valentim se espalha nos estúdios do TGS with Tracy Jordan (TGS). O casal de namorados Criss Chros (interpretado por Marsden) e Liz Lemon (Tina Fey) decide celebrar o dia. Jack Donaghy (Alec Baldwin) entretém a sua sogra Diana Jessup (Steenburgen), enquanto Jenna Maroney (Jane Krakowski) freneticamente pede para Pete Hornberger (Scott Adsit), na última hora, preencher a vaga de produtor na sua primeira apresentação ao vivo no programa America's Kidz Got Singing. Paralelamente, Tracy Jordan (Tracy Morgan) e Frank Rossitano (Judah Friedlander) tentam ajudar John D. Lutz (John Lutz) a encontrar alguém com quem passar o dia dos namorados.
Em geral, "Hey, Baby, What's Wrong" foi recebido de forma diversa pela crítica especialista em televisão, tendo sido considerado como um dos piores episódios temáticos de Dia de São Valentim da série, mas, contudo, foi elogiado pela variedade de participações especiais, especialmente a de Steenburgen. De acordo com o sistema de mediação de audiências Nielsen Ratings, o episódio foi assistido em uma média de 3,85 milhões de domicílios durante a sua transmissão original, e foi-lhe atribuída a classificação de 1,6 e quatro de share no perfil demográfico dos telespectadores entre 18 e 49 anos de idade.

## Produção
O enredo de "Hey, Baby, What's Wrong" foi escrito por Kay Cannon, ex-editora de guião e então produtora da série, e dirigido por Michael Engler. Este é o décimo primeiro crédito de argumento por Cannon, sendo "Everything Sunny All the Time Always", da quinta temporada, o último episódio escrito por ela. É também o oitavo episódio dirigido por Engler, sendo "Brooklyn Without Limits", também da quinta temporada, o último episódio que ele dirigiu.

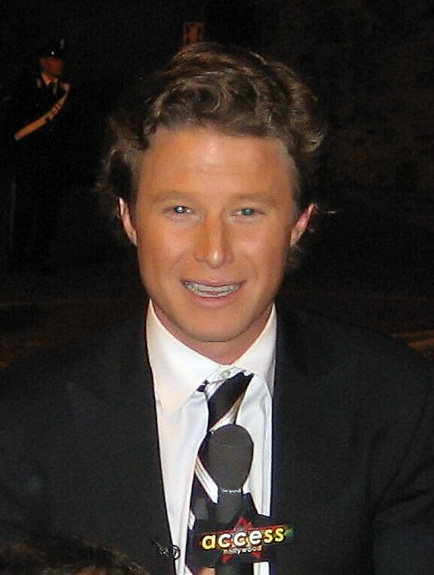
O apresentador de rádio e televisão Billy Bush fez uma participação breve em "Hey, Baby, What's Wrong".

Em Outubro de 2011, foi anunciado que o actor James Marsden iria fazer uma participação em 30 Rock durante seis episódios. Sua primeira aparição foi no primeiro episódio da temporada, "Dance Like Nobody's Watching", no qual interpretou o novo namorado de Liz Lemon (Tina Fey), Criss Chros. Em "Hey, Baby, What's Wrong", ele repetiu o seu desempenho como o namorado da personagem. Em uma entrevista com o jornal Los Angeles Times, Marsden revelou que "gostaria de interpretar uma personagem divertida". Em Novembro de 2011, foi confirmada a participação da actriz Mary Steenburgen em 30 Rock. Neste episódio, ela interpretou Diana Jessup, sogra de Jack Donaghy (Alec Baldwin) e mãe de Avery Jessup (Elizabeth Banks). A comediante Kristen Schaal repetiu o seu desempenho como a substituta de Kenneth Parcell (Jack McBrayer), Hazel Wassername. A sua primeira aparição no seriado foi no episódio anterior, "Today You Are a Man".
"Eu estou a me divertir muito no seriado. É muito divertido. Eu estou no meio deles e estou em Nova Iorque a filmá-lo. Mas é uma oportunidade óptima de trabalhar com pessoas fantásticas e com Tina [Fey], que é uma personagem divertida. Eu não faria isto se não interpretasse uma personagem divertida. [...] Então, foi óptimo trabalhar com o pessoal e o calibre desse elenco e as pessoas que têm feito parte dele. É um trabalho divertido de ter, e você está numa companhia muito boa, então eu não poderia deixá-lo passar."
— O actor James Marsden a falar sobre a sua participação em 30 Rock em uma entrevista ao The Huffington Post.
O actor e comediante Chris Parnell, um ex-membro do elenco do programa de televisão humorístico Saturday Night Live (SNL), fez uma aparição em "Hey, Baby What's Wrong" como o Dr. Leo Spaceman. Esta foi a décima nona participação de Parnell no seriado, o que faz dele o actor com a participação em mais episódios que qualquer outro actor na série. Vários outros membros do elenco do SNL já fizeram uma aparição em 30 Rock. Estes membros incluem Rachel Dratch, Andy Samberg, Fred Armisen, Kristen Wiig, Will Forte, Jason Sudeikis, Molly Shannon, Horatio Sanz, e Jan Hooks. Ambos Tina Fey e Tracy Morgan fizeram parte do elenco principal do SNL, sendo que Fey foi a argumentista-chefe do programa entre 1999 e 2006. Alec Baldwin também apresentou o Saturday Night Live por dezassete vezes, o maior número de episódios por qualquer apresentador da série.
O apresentador de rádio e televisão Billy Bush fez uma participação breve em "Hey, Baby, What's Wrong", na qual interpretou uma versão fictícia de si próprio como o apresentador de um programa de televisão sobre notícias de celebridades. John Riggi também fez uma participação no episódio, a interpretar a personagem Elio. Riggi é um argumentista e director regular de episódios de 30 Rock. Jeff Richmond, o compositor das canções e o responsável pela música de 30 Rock, fez uma participação como Alfonso, membro da banda ao vivo do TGS.

## Enredo
Criss Chros (interpretado por James Marsden) deseja dar à sua namorada Liz Lemon (Tina Fey) um Dia dos Namorados em grande estilo, contudo, ela não está com disposição para tal. Ele consegue convencê-la a entrar no espírito do dia, e ela concorda em deixar-lhe cozinhar na sua casa. Então, como Liz não tem uma mesa de jantar em casa, eles terão que ir para uma loja do IKEA para comprarem uma. Inicialmente, Liz fica assustada com a ideia, pois sabe que sempre que um casal vai ao IKEA acaba por ter uma discussão enorme. Na loja, Liz encontra uma mesa, que Chris não gosta, então começa ali uma discussão por causa da mesa e, sem se aperceberem, eles acabam por usar esta mesa como uma metáfora para a sua relação como namorados, e brigam muito sobre isso. Finda a confusão, Liz pensa que eles se separaram, apenas para descobrir que Criss cozinhou-lhe um jantar incrível, facto que lhe causa bastante felicidade.

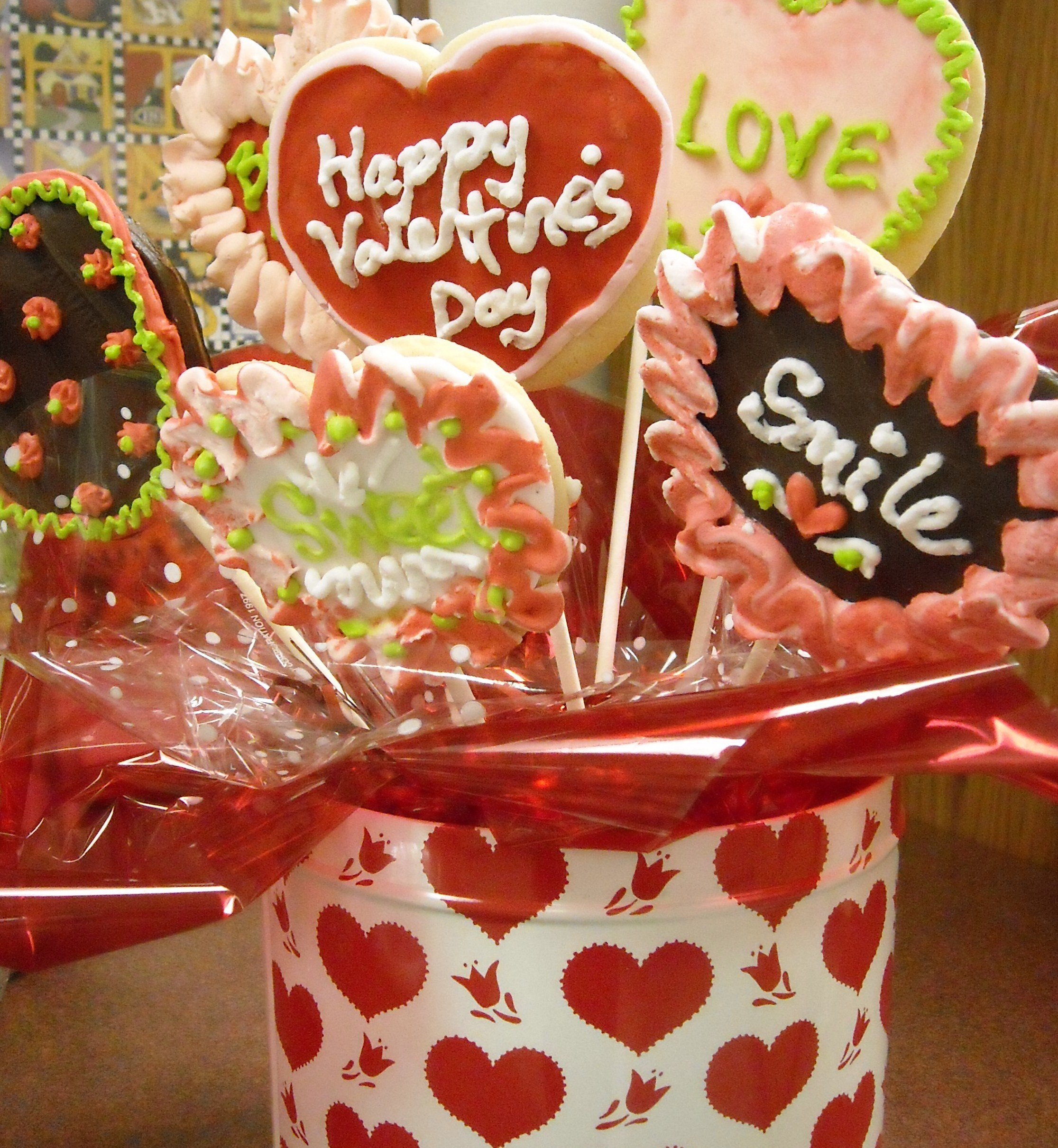
O enredo de "Hey, Baby, What's Wrong" gira em torno do Dia dos Namorados.

Paralelamente, Jack Donaghy (Alec Baldwin) sente a falta da sua esposa Avery Jessup (Elizabeth Banks) no Dia dos Namorados, esposa esta que foi raptada durante uma viagem de trabalho à Coreia do Norte. Diana Jessup (Mary Steenburgen), a sogra de Jack, decide visitá-lo para que ambos possam conhecer-se e também para que ele a ponha a par da situação verdadeira de Avery, uma realidade que Diana recusa-se a encarar. Inicialmente, desenvolve-se uma implicância mútua. Todavia, quando dirigem-se à sede norte-americana da Organização das Nações Unidas (ONU) para tentarem trazer Avery de volta, eles unem-se contra C. Cjôkula (Erik Jensen), o attaché assistente da ONU, e ficam amigos. Durante todo o dia, Jack luta contra uma tensão sexual existente entre ambos, tendo em conta que a sua esposa esteve longe por muito tempo, e Diana é muito parecida com ela. Apesar de os dois nunca se comportarem conforme os seus anseios, eles aproximam-se e acabam por jogar golfe juntos.
Kenneth Parcell (Jack McBrayer) está num processo de treinamento com Hazel Wassername (Kristen Schaal), a estagiária que irá substituí-lo. De início, tudo corre bem, até Hazel conhecer as pessoas que trabalham no TGS with Tracy Jordan (TGS) e perceber o quão rudes eles são. Ela fica desanimada até ver a vida boa que Liz tem, e fica pronta para trabalhar no programa. Não obstante, John D. Lutz (John Lutz) receia ter de passar o Dia dos Namorados sozinho, então tenta seduzir uma colega argumentista para que vá num encontro com ele, sem sucesso. Frank Rossitano (Judah Friedlander) e Tracy Jordan (Tracy Morgan), ao verem isto, decidem ensiná-lo maneiras grotescas de conquistar mulheres, embora tenham namorada e esposa, respectivamente, com quem deveriam estar a passar o dia. Lutz tenta todas as tácticas que aprendeu em várias mulheres, não conseguindo conquistar uma sequer. No fim do dia, embora ainda esteja sozinho, o argumentista apercebe-se que se divertiu a andar com Tracy e Frank durante o dia inteiro.
Sebastian, o produtor do reality show "America's Kidz Got Singing", no qual a estrela Jenna Maroney (Jane Krakowski) é membro do júri, teve uma overdose na noite anterior à transmissão do episódio. Isto prejudica Jenna, uma vez que ela vai fazer a sua primeira apresentação ao vivo no programa, que no momento está sem um produtor. Então, ela pede a Pete Hornberger (Scott Adsit), o produtor do TGS, para que trate da produção de America's Kidz Got Singing, ao que ele aceita. À medida que a hora da apresentação se aproxima, Jenna vai ficando nervosa, uma vez que vai actuar para o maior público da sua vida, que deseja vê-la fracassar por ela ser a jurada malvada do reality show. Quando faz um ensaio no estúdio 6H, a estrela não consegue cantar tão bem como antes, devido aos "latidos" que o Dr. Leo Spaceman diagnosticou-a com. Ela acaba por conseguir cantar bem após algum esforço por parte de Pete, que ao aperceber-se que Jenna precisa de dor para cantar como deve ser, atira uma flecha contra ela, e ela consegue brilhar no programa.

## Transmissão e repercussão
Foi anunciado em meados de Janeiro de 2012 através de uma conferência de imprensa que um episódio duplo de 30 Rock, com uma hora de duração, seria transmitido na noite de 9 de Fevereiro seguinte. O motivo de um episódio duplo foi o preenchimento do vazio deixada pelo seriado Parks and Recreation, que não seria transmitido nessa noite. Então, "Hey, Baby, What's Wrong" foi emitido nos Estados Unidos naquela noite pela NBC como o centésimo nono e o centésimo décimo episódio de 30 Rock.

### Audiência
De acordo com as estatísticas publicadas pelo sistema de mediação de audiências Nielsen Ratings, "Hey, Baby, What's Wrong" foi assistido por uma média de 3.85 milhões de telespectadores durante a sua transmissão original na noite de 9 de Fevereiro de 2012, e foi-lhe atribuída uma classificação de 1.6 e 4 de share no perfil demográfico dos telespectadores entre os 18 aos 49 anos de idade. O 1.6 refere-se a 1.6 por cento de todos os cidadãos de 18 a 49 anos de idade nos Estados Unidos, e o 4 refere-se a 4 por cento de todos os telespectadores de 18-49 anos de idade que estavam a assistir televisão nos EUA no momento da transmissão. Isto foi um aumento em relação ao episódio anterior, "Today You Are a Man", que reuniu uma média de 3.21 milhões de telespectadores. "Hey, Baby, What's Wrong" terminou em terceiro lugar por entre os outros programas transmitidos no horário, e no segundo lugar por entre os outros programas da emissora que estavam em exibição no horário nobre de quinta-feira.

### Análises da crítica
| Críticas profissionais | Críticas profissionais |
| Avaliações da crítica  | Avaliações da crítica  |
| Fonte                  | Avaliação              |
| ---------------------- | ---------------------- |
| AfterEllen.com         | (positiva)             |
| The A.V. Club          | B-                     |
| Entertainment Weekly   | (medíocre)             |
| HitFix                 | (negativa)             |
| Hollywood.com          | (positiva)             |
| TIME                   | (mista)                |

O desempenho da actriz convidada Mary Steenburgen foi descrito como "formidável".

Nathan Rabin, para o jornal de entretenimento The A.V. Club, teve uma opinião mista e atribuiu a avaliação B- ao episódio, escrevendo: "Existe, suponho, uma espécie de piada em fazer de um episódio do Dia dos Namorados um repositório de piadas incrivelmente cruéis e tudo em torno de comportamento abominável, mas como todas as outras piadas no programa de hoje à noite, era uma brincadeira que tem uma relação de maldade-humor. Não foram apenas as piadas, os enredos, e os conflitos que não foram engraçados o suficiente para serem tão feios e cruéis, é que as piadas, em geral, não foram engraçadas de todo." James Poniewozik, da revista norte-americana Time, disse que "apesar de 'Hey, Baby, What's Wrong' ter a duração de uma hora, não foi um episódio muito bom. [...] As tramas não foram tão boas, para começar, e senti algo um pouco mau e coalhado em um tom geral. Mas ter uma hora de duração não ajuda. Eu continuei a receber aquela sensação de esforço, como se os argumentistas fossem estudantes que tentam cumprir um trabalho de dez páginas, a tentarem mexer com as margens e o tamanho da fonte."
Michael Arbeiter, do sítio Hollywood.com, teve uma opinião positiva para com o episódio, dizendo que "30 Rock sempre celebra o Dia dos Namorados de maneira interessante", e apontando a analepse de Dennis Duffy, na qual ele e Liz Lemon passavam as férias dentro de uma área de treinamento de basebol, como o ponto mais alto do mesmo. No entanto, Arbeiter achou que o enredo da personagem de Jane Krakowski foi "um pouco estranho". Breia Brissey, para a revista electrónica Entertainment Weekly, achou que "Hey, Baby, What's Wrong" não foi tão bom quanto os outros episódios do Dia de São Valentim, todavia, declarou que teve muitos momentos fabulosos: "Fomos brindados com mais uma dose de uma hora de duração de 30 Rock na noite passada. E enquanto a sexta temporada tem sido um início fabuloso, eu tenho a dizer que 'Hey, Baby, What's Wrong' foi um pouco medíocre. Comparado com alguns dos episódios dos Namorados anteriores [...] eu não acho que fez justiça ao alto padrão de hilaridade que 30 Rock tem tido normalmente. Só eu? Talvez."
"Episódios de comédia de duração dupla são difíceis de produzir, principalmente em um programa tão dirigido por piadas como 30 Rock é. Quando The Office, por exemplo, com sucesso, produziu um programa de uma hora de duração, eles tendiam a concentrar-se mais na personagem e na emoção, enquanto lançavam algumas piadas após um momento. 30 Rock realmente não tem a infra-estrutura para isso — especialmente em um episódio em que Liz e Jack mal interagiram — apesar de haver momentos engraçados, porque é 30 Rock e eles são talentosos..."
— O crítico Alan Sepinwall na sua análise de "Hey, Baby, What's Wrong".
Dorothy Snarker, do sítio LGBT AfterEllen.com, teve uma opinião mais positiva para com o episódio, notando que o facto do relacionamento de Liz e Chris ter sobrevivido ao IKEA indica que o que eles têm é amor verdadeiro e revelou que espera voltar a ver momentos como esses em episódios futuros. Alan Sepinwall, para o blogue HitFix, fez uma análise bastante positiva para "Hey, Baby, What's Wrong", escrevendo: "Eu imagino que um episódio normal poderia ter sido elaborado apenas com Liz e Criss no IKEA, e Jack e a mãe de Avery na ONU, e, em seguida, a tentarem evitar a paquera de um ao outro." Sepinwall apontou o momento em que Jack conta o enredo de Friends ao Conde Chocula como o ponto mais alto do episódio.